# Panchlora
Panchlora är ett släkte av kackerlackor. Panchlora ingår i familjen jättekackerlackor.

## Dottertaxa tillPanchlora, i alfabetisk ordning[1]
- Panchlora acolhua
- Panchlora alcarazzas
- Panchlora aurora
- Panchlora azteca
- Panchlora bidentula
- Panchlora cahita
- Panchlora camerunensis
- Panchlora carioca
- Panchlora colombiae
- Panchlora cribrosa
- Panchlora dumicola
- Panchlora erronea
- Panchlora exoleta
- Panchlora festae
- Panchlora fraterna
- Panchlora gracilis
- Panchlora hebardi
- Panchlora heterocercata
- Panchlora irrorata
- Panchlora isoldae
- Panchlora itabirae
- Panchlora lancadon
- Panchlora latipennis
- Panchlora maracaensis
- Panchlora mexicana
- Panchlora minor
- Panchlora montezuma
- Panchlora moxa
- Panchlora najas
- Panchlora nigricornis
- Panchlora nigriventris
- Panchlora nivea
- Panchlora panchlora
- Panchlora peruana
- Panchlora petropolitana
- Panchlora prasina
- Panchlora pulchella
- Panchlora quadripunctata
- Panchlora regalis
- Panchlora sagax
- Panchlora serrana
- Panchlora stanleyana
- Panchlora stolata
- Panchlora thalassina
- Panchlora tolteca
- Panchlora translucida
- Panchlora viridis
- Panchlora vosseleri
- Panchlora zendala